# لئونید کراسین
لئونید بوریسویچ کراسین (روسی: Леони́д Бори́сович Кра́син؛ ۱۵ ژوئیهٔ ۱۸۷۰ – ۲۴ نوامبر ۱۹۲۶) یک فعال بلشویک روس، مهندس، کار آفرین اجتماعی و دیپلمات اهل اتحاد جماهیر شوروی بود که بین سال‌های ۱۹۲۴ تا ۱۹۲۵ میلادی به عنوان سفیر اتحاد شوروی در فرانسه فعالیت می‌کرد.ساخت بمب های دست ساز توسط او و دستیارانش کمک زیادی در انجام فعالیت های تروریستی بلشویک ها پیش از انقلاب اکتبر کرد.